# Memorial Vincenzo Mantovani
Il Memorial Vincenzo Mantovani è una corsa in linea di ciclismo su strada per Elite e Under-23 che si disputa ogni marzo a Castel d'Ario, in provincia di Mantova. Organizzata dall'U.C. Ceresarese, è inserita nel calendario nazionale italiano come prova di classe 1.19 UCI. La corsa è dedicata al ciclista casteldariese Vincenzo Mantovani, prematuramente deceduto nel 1989, vincitore tra l'altro della medaglia d'argento olimpica nell'inseguimento a squadre a Tokyo 1964.

## Albo d'oro
Aggiornato all'edizione 2023.
| Anno | Vincitore                                 | Secondo                                   | Terzo                                     |
| ---- | ----------------------------------------- | ----------------------------------------- | ----------------------------------------- |
| 1990 | Nicola Minali                             |                                           |                                           |
| 1991 | Simone Campagnari                         |                                           |                                           |
| 1992 | Maurizio De Pasquale                      |                                           |                                           |
| 1993 | Luca Mapelli                              |                                           |                                           |
| 1994 | Davide Casarotto                          |                                           |                                           |
| 1995 | Daniele Contrini                          |                                           |                                           |
| 1996 | Roberto Zoccarato                         |                                           |                                           |
| 1997 | Miguel Meza                               |                                           |                                           |
| 1998 | Denis Bertolini                           |                                           |                                           |
| 1999 | Michele Sartor                            |                                           |                                           |
| 2000 | Simone Cadamuro                           |                                           |                                           |
| 2001 | Guillermo Bongiorno                       |                                           |                                           |
| 2002 | Marco Menin                               |                                           |                                           |
| 2003 | Samuele Marzoli                           |                                           |                                           |
| 2004 | Marco Gelain                              | Luca Amoriello                            | Emiliano Donadello                        |
| 2005 | Honorio Machado                           | Oscar Gatto                               | Emiliano Donadello                        |
| 2006 | Emiliano Donadello                        | Mauro Abel Richeze                        | Marco Boz                                 |
| 2007 | Matteo Busato                             | Alessandro Bernardini                     | Edoardo Costanzi                          |
| 2008 | Filippo Baggio                            | Michele Merlo                             | Matteo Pelucchi                           |
| 2009 | Andrea Guardini                           | Filippo Baggio                            | Leonardo Pinizzotto                       |
| 2010 | Marco Benfatto                            | Mirko Nosotti                             | Lorenzo Mola                              |
| 2011 | Gianluca Leonardi                         | Marco Benfatto                            | Marco Zanotti                             |
| 2012 | Andrea Peron                              | Rino Gasparrini                           | Paolo Simion                              |
| 2013 | Gianmarco Serri                           | Gianluca Leonardi                         | Mirco Maestri                             |
| 2014 | Daniele Cavasin                           | Nicola Toffali                            | Mirco Maestri                             |
| 2015 | Nicolò Rocchi                             | Mirco Maestri                             | Gianluca Milani                           |
| 2016 | Michael Bresciani                         | Luca Muffolini                            | Andrea Toniatti                           |
| 2017 | Nicolò Rocchi                             | Gianmarco Begnoni                         | Davide Donesana                           |
| 2018 | Alberto Dainese                           | Moreno Marchetti                          | Enrico Zanoncello                         |
| 2019 | Attilio Viviani                           | Ahmed Amine Galdoune                      | Leonardo Marchiori                        |
| 2020 | Non disputato per la pandemia di COVID-19 | Non disputato per la pandemia di COVID-19 | Non disputato per la pandemia di COVID-19 |
| 2021 | Riccardo Lucca                            | Cristian Rocchetta                        | Riccardo Verza                            |
| 2022 | Samuel Quaranta                           | Federico Guzzo                            | Edoardo Zamperini                         |
| 2023 | Simone Buda                               | Gianluca Cordioli                         | Cristian Rocchetta                        |